# Kontakaíïka
Kontakaíïka (Kontakaiika) är en ort i Grekland.   Den ligger i prefekturen Nomós Sámou och regionen Nordegeiska öarna, i den östra delen av landet, 270 km öster om huvudstaden Aten. Kontakaíïka ligger 189 meter över havet och antalet invånare är 527. Den ligger på ön Samos.
Terrängen runt Kontakaíïka är huvudsakligen kuperad, men österut är den bergig. Havet är nära Kontakaíïka åt nordväst. Runt Kontakaíïka är det ganska tätbefolkat, med 65 invånare per kvadratkilometer. Närmaste större samhälle är Néon Karlovásion, 3,7 km väster om Kontakaíïka. 